# Potamogale velox
Genre
Espèce
Statut de conservation UICN

 LC  : Préoccupation mineure
Le Potamogale (Potamogale velox) est une espèce de petit mammifère de la famille des Tenrecidae. C'est la seule espèce du genre Potamogale.
Il vit dans les forêts équatoriales humides d'Afrique sub-saharienne. Il se caractérise essentiellement par sa puissante queue conique qu'il utilise pour nager. Le potamogale se nourrit de grenouilles, de poissons, de crustacés ou de mollusques.

## Morphologie
Le potamogale ressemble à une petite loutre; il mesure jusqu'à 35 cm de long plus 29 cm pour la queue. Son pelage est de couleur brune et présente parfois des reflets argentés. Ses pieds sont dépourvus de palmures et il possède 40 dents.
Son museau est recouvert de très nombreux poils sensoriels qui lui permettent de localiser ses proies dans l'eau.

## Répartition
On rencontre les potamogales dans les pays suivants :
| - l'Angola - le Cameroun - la Centrafrique - le Congo-Brazzaville - le Congo-Kinshasa - le Gabon - la Guinée équatoriale - le Kenya - le Nigeria - l'Ouganda - le Sud-Soudan - la Tanzanie. | Carte de l'Afrique avec une zone large brune à gauche au centre |

### GenrePotamogale
- (en) Mammal Species of the World (3e  éd., 2005) :  Potamogale
- (fr + en) ITIS : Potamogale  Du Chaillu, 1860
- (en) Animal Diversity Web : Potamogale
- (en) NCBI : Potamogale (taxons inclus)

### EspècePotamogale velox
- (en) Mammal Species of the World (3e  éd., 2005) :  Potamogale velox
- (en) Catalogue of Life : Potamogale velox (Du Chaillu, 1860) (consulté le 16 décembre 2020)
- (fr + en) ITIS : Potamogale velox  (Du Chaillu, 1860)
- (en) Animal Diversity Web : Potamogale velox
- (en) NCBI : Potamogale velox (taxons inclus)
- (en) UICN : espèce Potamogale velox Du Chaillu, 1860 (consulté le 30 mai 2015)